# 京都試作産業プラットフォーム
京都試作産業プラットフォーム（きょうとしさくさんぎょうプラットフォーム）は、中核組織である「京都試作センター」を中心に、行政各種団体で構成される「京都試作産業推進会議」および財団法人京都産業21で構成される試作産業を京都の主要な産業に育成していくプラットフォーム。 京都や近畿圏の、趣旨に賛同する中小企業をはじめ中堅企業、大手企業、行政、各種団体、組合などが自由に参加できる。